# Bilquis Edhi
Bilquis Bano Edhi (Hilal-e-Imtiaz) (en ourdou : بلقیس بلقیس), née le 14 août 1947 et morte le 15 avril 2022¨à Karachi, veuve d'Abdul Sattar Edhi, est une infirmière et l'une des philanthropes les plus actives au Pakistan. Elle a dirigé pendant des années une organisation humanitaire avec son mari, puis avec ses enfants.

## Biographie
Bilquis Edhi est née le 14 août 1947 à Bantva, près de Joona Garh, dans le Gujrat, au sein de l'ancienne Inde britannique. Le 14 août 1947 est une date importante puisque c’est la veille de l’indépendante de l’Inde et du Pakistan, et de la partition de l’ancienne colonie britannique en plusieurs pays. Musulmane, sa famille s’installe au Pakistan. En 1965, elle rejoint l’équipe d’un petit dispensaire  en tant qu'infirmière. Ce dispensaire se trouve dans la vieille ville de Karachi, et a été fondé en 1951.
Quelque temps plus tard, son futur mari, Abdul Sattar Edhi, créateur de ce dispensaire conçu pour apporter des soins aux personnes dans le besoin, la demande en mariage, malgré un écart d’âge de presque 20 ans, après  lui avoir proposé de diriger le service des soins infirmiers.
Outre l’animation des soins de santé dans ces dispensaires, elle reprend et développe également le projet consistant à mettre en place des orphelinats pour sauver et élever les enfants abandonnés. Le premier de ces orphelinats avait été construit par son mari en 1952. En 2006, 17 orphelinats et des centaines de berceaux sont ainsi disponibles dans tout le Pakistan où les parents peuvent abandonner les enfants non désirés ou ceux qui ne peuvent pas être élevés faute de moyens. Une petite minorité d'enfants abandonnés sont handicapés, mais plus de 90 % sont des filles. Ces enfants peuvent être ensuite être proposés à des couples souhaitant adopter. L’organisme de bienfaisance  qu’elle dirige avec son mari comprend également un hôpital et un service d'urgence à Karachi.
Bilquis Edhi et son mari ont reçu plusieurs prix et distinctions en reconnaissance de leur activité. Avec son mari, elle a reçu, en particulier, en 1986, le Prix Ramon-Magsaysay, dans la catégorie service public,. En juillet 2007, l’intérêt de leur action a été publiquement salué par l’État pakistanais et son président, Pervez Musharraf, qui a noté en particulier l’apport, par leur fondation, de services sociaux aux pauvres du Pakistan, sans aucune discrimination. En 2015, elle a reçu également le prix international Mère Teresa Memorial pour la justice sociale,.
Malgré leur notoriété, le couple a  toujours vécu modestement dans un appartement de deux pièces, au sein d'un de leurs orphelinats. Son mari meurt le 8 juillet 2016, à 88 ans, après 50 ans de vie commune. Elle a par la suite continué à diriger leur fondation avec ses enfants (deux garçons et deux filles),.